# Synchloe
Synchloe is een geslacht van vlinders van de familie witjes (Pieridae), uit de onderfamilie Pierinae.

## Soorten
- S. australis Grinnel, 1908
- S. nigricans Verity, 1907